# La palabra del mudo
La palabra del mudo es una compilación de los cuentos de Julio Ramón Ribeyro en el que, asimismo, figuran prólogos del autor. Fue publicado por primera vez en 1972 y posteriormente, han surgido nuevas ediciones que han ido incrementando la cantidad de los relatos compilados hasta abarcar su obra cuentística completa.

## Contenido
La palabra del mudo recoge todos los libros de cuentos que el autor escribió entre 1955 y 1992 (posteriormente se han ido sumando otros cuentos inéditos):
- Los gallinazos sin plumas (1955)
- Cuentos de circunstancias (1958)
- Las botellas y los hombres (1964)
- Tres historias sublevantes (1964)
- Los cautivos (1972)
- El próximo mes me nivelo (1972)
- Silvio en El Rosedal (1977)
- Sólo para fumadores (1987)
- Relatos santacrucinos (1992)

Es necesario remarcar que esta lista es de libros de cuentos, no de cuentos individuales; cada libro abarca entre tres a quince cuentos (ver en cada enlace). De todos estos cuentos, destacan: «Los gallinazos sin plumas» (que da su título al primer libro de cuentos), «La insignia», «La botella de chicha», «Los merengues»,  «Al pie del acantilado», «Alienación», «Los cautivos», «El doblaje», «Tristes querellas en la vieja quinta» y «Silvio en El Rosedal».

## Origen del título
En una carta del autor al editor, fechada el 15 de febrero de 1973, Ribeyro escribió:

«¿Por qué LA PALABRA DEL MUDO? Porque en la mayoría de mis cuentos se expresan aquellos que en la vida están privados de la palabra, los marginados, los olvidados, los condenados a una existencia sin sintonía y sin voz. Yo les he restituido este hálito negado y les he permitido modular sus anhelos, sus arrebatos y sus angustias.»

Alguien interpretó el título como una referencia al propio Ribeyro, hombre parco y reservado, que eludía las entrevistas y evitaba hablar de sí mismo, debido a su timidez, a su desinterés por la figuración y al celo por preservar su intimidad.

## Ediciones
La primera edición es de 1972, en Lima, por la editorial de Carlos Milla Batres, en dos tomos. Reunía los cuatro libros de cuentos publicados hasta entonces por Ribeyro (Los gallinazos sin plumas, Cuentos de circunstancias, Las botellas y los hombres y Tres historias sublevantes) y dos inéditos (Los cautivos y El próximo mes me nivelo).
En 1977 se publicó en Lima la segunda edición de La palabra del mudo, con un tercer tomo conformado por el libro Silvio en El Rosedal, que recoge trece cuentos, entre ellos el que le da su título.
En 1992, se hizo una tercera edición que incluía los libros Sólo para fumadores y Relatos santacrucinos; este último no tuvo una publicación individual previa. Fue la última edición de La palabra del mudo que se hizo estando en vida su autor, quedando en total cuatro volúmenes y 87 cuentos.
Tras el fallecimiento del autor en 1994 se hicieron más ediciones. La última edición es de la Editorial Seix-Barral, en dos volúmenes para el Perú (2009) y uno para España (2010), que, además de todos los cuentos recopilados por el mismo autor, incluye seis cuentos olvidados (La vida gris, La huella, El cuarto sin numerar, La careta, La encrucijada y El caudillo), 3 desconocidos (Los huaqueros, El Abominable y Juegos en la infancia) y un inédito (Surf).

## Apreciación crítica
Los cuentos que conforman esta recopilación están narrados con estilo sencillo e irónico. Los personajes de sus relatos, pertenecientes por lo general a la clase media establecida o la clase baja ascendente, frecuentemente se encuentran ante situaciones de quiebre y fracaso, usualmente ante pequeñas tragedias personales o cotidianas que se articulan con los discursos en constante pugna: el racismo, los rezagos de una Lima colonial anquilosada, la migración campo-ciudad; así como sentimientos personales como la soledad y el fracaso.
Según lo que ha referido el mismo Ribeyro en una entrevista que concedió a su biógrafo oficial Jorge Coaguila en 1992, el 90% de sus escritos se inspiran en sus propias vivencias. Incluso, hasta un cuento del tipo fantástico o kafkiano, como «La insignia», se basa en una anécdota que le sucedió a un tío suyo.